# Kerstinbo
Kerstinbo är en tidigare småort i Nora socken, Heby kommun, Uppsala län (Uppland), belägen vid riksväg 56 och länsväg 272 strax söder om Dalälven och gränsen till Gästrikland och Gävleborgs län. Vid 2015 års småortsavgränsning hade folkmängden i orten sjunkit till under 50 personer och den upphörde som statistik-geografisk enhet.
Kerstinbo har präglats av skogsrelaterade företag, bland annat snickerifabriker.

## Historia
Kerstinbo (som by) omtalas första gången 1453, under 1500-talet och framåt fanns här ett skattemantal. Från 1620-talet omfattade det två gårdar, från 1640-talet tre gårdar och från 1650-talet fyra gårdar i byn. Torpet Sveden omtalas första gången 1628.
Orten växte fram som stationssamhälle vid Sala-Gysinge-Gävle Järnväg (SGGJ) som öppnades den 28 december 1900 på delen Sala–Kerstinbo. I Kerstinbo anlades frilastspår med plats för 17 vagnar, lastkaj för 2 vagnar samt lastbrygga för träkol. Stationen placerades drygt 1 kilometer söder om byn Kerstinbo. Hela järnvägen (med bro över Dalälven norr om Kerstinbo) öppnades 1901. Den övergick till Statens järnvägar 1937; persontrafiken lades ned i januari 1964. Större delen av banan revs upp 1971. Utöver skolbussar har samhället idag varken buss- eller tågförbindelser, men under några omgångar före 2009 fanns en busslinje i VL:s och senare UL:s regi mellan Österfärnebo i norr och Östervåla i söder via Gysinge genom projektet Gysingelänken.